# WSOF 16
WSOF 16: Palhares vs. Fitch foi um evento de artes marciais mistas promovido pelo World Series of Fighting, ocorrido em 13 de dezembro de 2014 no McClellan Conference Center em Sacramento, California. O evento foi transmitido ao vivo pela NBCSN para os EUA e na TSN2 para o Canadá.

## Background
O evento contou com duas disputas de cinturão: o evento principal foi a luta pelo Cinturão Meio Médio do WSOF entre o campeão Rousimar Palhares e o desafiante Jon Fitch.
O co-evento principal foi a luta pelo Cinturão Peso Pena do WSOF entre o campeão Rick Glenn e Lance Palmer.

## Resultados
^ a: Pelo Cinturão Meio Médio do WSOF.

^ b: Pelo Cinturão Peso Pena do WSOF.

## Ligações Externas
1. ↑  a[›]
2. ↑  b[›]